# Mihai Bravu, Bihor
Mihai Bravu este un sat în comuna Roșiori din județul Bihor, Crișana, România.

## Istorie
Satul Mihai Bravu apare ca si localitate in cadrul Regatului României după Primul Război Mondial. După Tratatul de la Trianon, României i se recunoaște dreptul de a stăpâni și administra atât Transilvania, cât și zona de Partium cu întreaga zonă a Crișanei. În acest context, la începutul anilor 1920 în județul Bihor statul român inițiază un amplu proces de echilibrare etnică a zonei de câmpie situată de-a lungul frontierei cu Ungaria. Astfel, sunt create localități complet noi, cu etnici români (precum satul Avram Iancu sau Mihai Bravu) sau extinse localitățile preexistente cu cartiere noi, care cel mai adesea își păstrează și astăzi denumirile de colonii (cazul localității Diosig, Gepiu etc).
Actualii locuitori ai satului Mihai Bravu sunt urmașii direcți sau de a doua generație ai unor etnici români din zona de munte a județului Bihor, cu precădere din jurul Beiușului. Urmare a așezării compacte a acestora in diferitele părți ale satului, în prezent pe zona de deal a localității locuiesc cei mai mulți cu rude în localitatea Roșia și Lazuri, în vreme ce în zona de vale a acesteia sunt mulți cei care au rude în localitățile Curățele (de aici si denumirea de curățălani a celor care locuiesc aici), Finiș.
Primii locuitori ai localității au primit pământuri date de Statul Român, care în primii ani de după Primul Război Mondial a realizat mai multe exproprieri, tocmai pentru împroprietărirea cu pământ a țăranilor care luptaseră în marea conflagrație mondială. Familiei de grofi unguri Teleki i-a fost expropriată partea din deal a localității.

## Evenimente
Pe 7 septembrie 1940 a avut loc un masacru: 20 de țărani români, printre care și doi copii, au fost adunați pe câmp și împușcați de soldați unguri
După acest trist eveniment, locuitorii satului au fost forțați de către noile autorități horthyste să ia calea refugiului. Majoritatea își amintesc de tristul refugiu în imobile improvizate în câteva localități din județul Timiș (satele Moșnița și Urseni).
După al Doilea Război Mondial și recuperarea Ardealului de Nord de catre România, foștii mihai-brăveni se pot întoarce din nou la casele și agoniseala pe care le-au lăsat în urmă.

## Viața economică a satului
Localitatea este prosperă, ocupația principală a mihai-brăvenilor fiind agricultura, având reputația de legumicultori cu solarii și sere impresionante. Totodată, pe câmpurile aparținând satului pot fi văzute și astăzi sonde de extracție a petrolului - care sunt total sau parțial închise. 

## Personalități mihai-brăvene
- Lucia-Ana Varga - ministru și deputat în Parlamentul României